# Kim Seung-gyu (cestista)
Kim Seung-gyu (김승규?; 19 gennaio 1943) è un ex cestista sudcoreano.

## Carriera
Con la Corea del Sud ha disputato i Giochi di Tokyo 1964, segnando 5 punti in 8 partite.